# Recipiente bajo presión

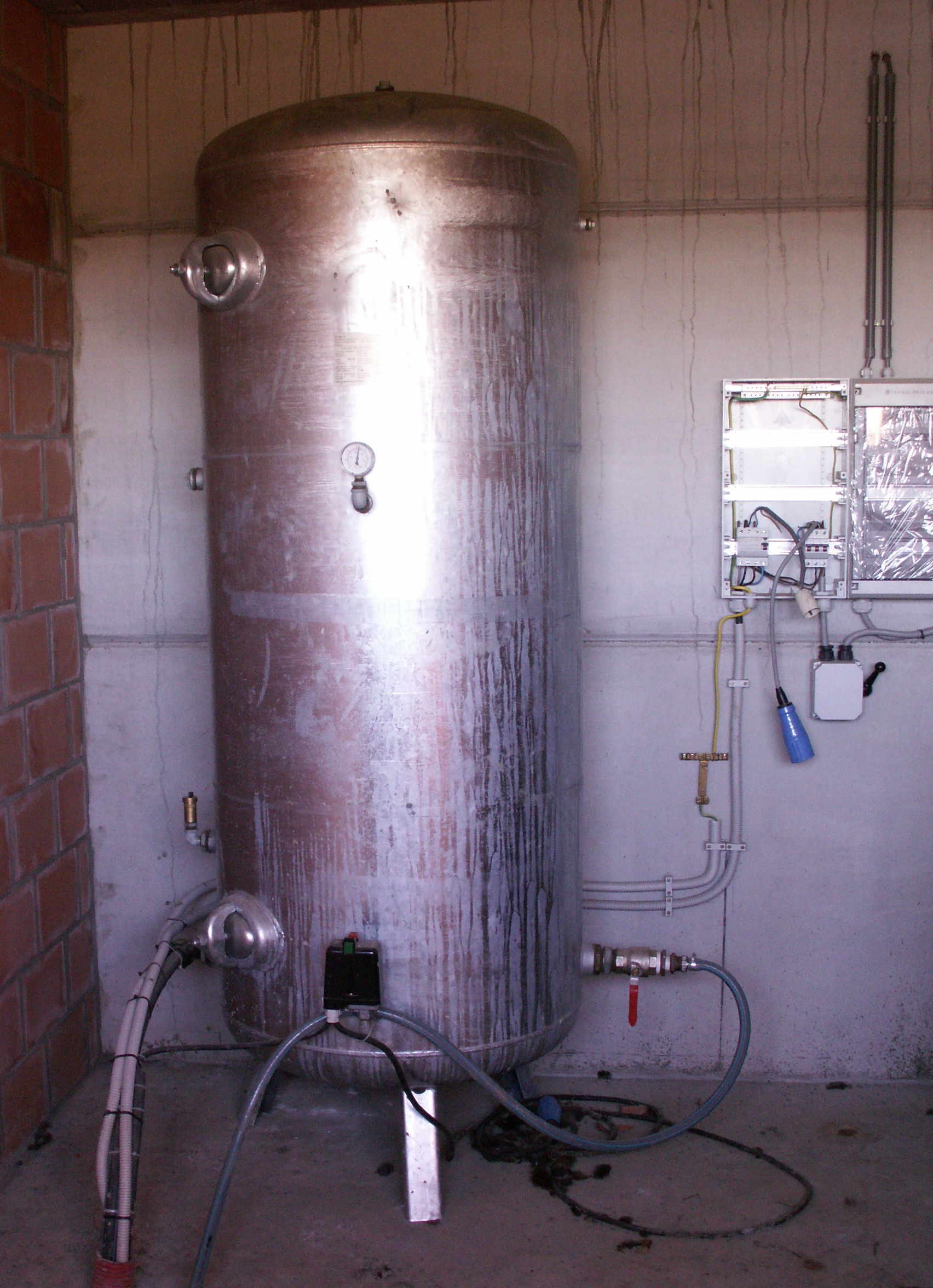
Un recipiente bajo presión conectado a la red de agua doméstica.

Un recipiente de presión, depósito bajo presión o pressure vessel es un contenedor estanco diseñado para contener fluidos (gases o líquidos) a presiones mucho mayores que la presión ambiental.
La presión diferencial entre el interior del recipiente y el exterior es potencial peligrosa. Históricamente, los aparatos a presión han sido una fuente importante de accidentes laborales. Consecuentemente, el diseño, manufactura y manipulación de estos dispositivos están regulados actualmente mediante normas ingenieriles exigentes. Por esas razones, el diseño y certificación de un recipiente diseñado para contener presión varía de país a país, y requiere definir parámetros tales como la máxima presión admisible y la temperatura máxima admisible.

## Historia
La más antigua documentación del diseño de un depósito a presión es descrita por el libro Codex Madrid I, por Leonardo da Vinci en 1495, donde los contenedores de aire comprimido fueron planteados para levantar pesos desde bajo el agua, aunque no fue hasta el siglo XIX cuando llegaron los depósitos que nosotros conocemos, en los cuales el vapor es generado por calderas ayudando a la revolución industrial a florecer.
De todos modos, con una precaria mano de obra, calidad de material y técnicas de manufactura, hay una larga lista de fallas, daños y hasta fatales accidentes causados por explosiones relacionadas con estas mismas calderas durante el apogeo de los Estados Unidos.
Las autoridades locales comenzaron a dictar reglas para la construcción de estos depósitos luego de ciertas devastadoras fallas ocurridas, las cuales acabaron con la vida de docenas de personas en ese período, lo cual hizo difícil para los obreros mantenerse aun siguiendo las reglas.
La necesidad de depósitos de alta presión y temperatura para petróleo, refinerías y plantas químicas dio lugar a una generación que utilizó soldadura en lugar de remaches (lo cual era extremadamente peligroso para las presiones y temperaturas requeridas) y en 1920 los BPVC incluyeron soldadura como un aceptable forma de construcción, decreto que aún se rige hasta la fecha.
Hubo varios avances en el campo de la ingeniería de depósitos a presión, tales como un examen posible en modo no destructivo, ensayos por ultrasonido, nuevos materiales con una mejor resistencia a la corrosión y a la deformación y nuevas formas de unir materiales.

## Usos

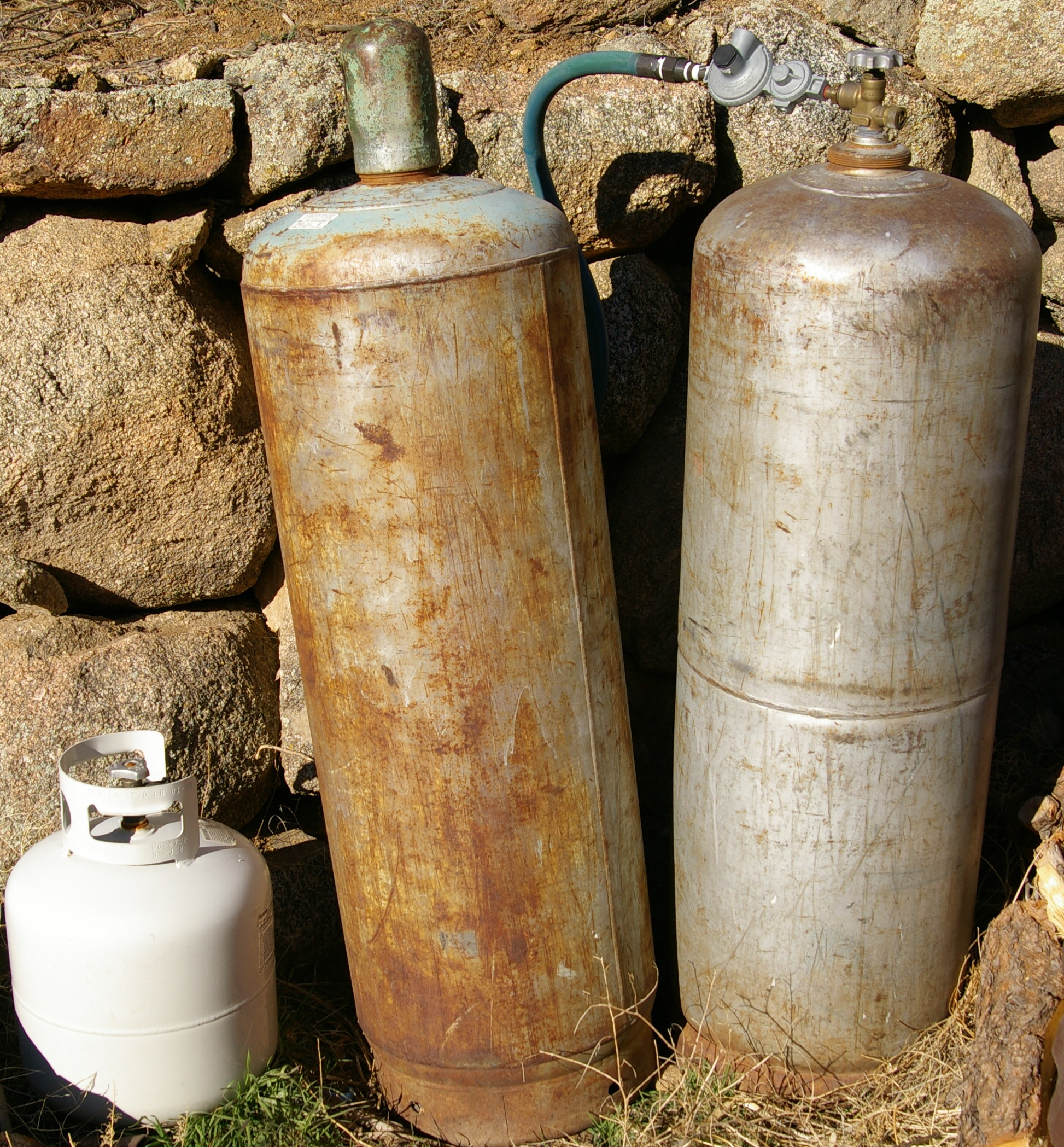
Recipientes de presión, conteniendo propano.

Los recipientes de presión se utilizan en numerosas aplicaciones en la industria y los servicios. Los mismos se utilizan para el transporte, producción, manipulación, almacenamiento y procesos de transformación de líquidos y gases en todo tipo de industrias y aplicaciones.
Ejemplos de recipientes de presión y su uso son cilindros para buceo, cámara de recompresión, torres de destilación, autoclaves y numerosos usos como recipientes en la minería o refinerías de petróleo y plantas petroquímicas, calderas de producción de vapor, recipientes para reactores nucleares, hábitat de una nave espacial, submarinos, reservorios para almacenar gases, reservorios hidráulicos a presión, y tanques de almacenamiento de gases licuados como amoníaco, cloro, propano, butano y gas licuado del petróleo.

## Forma de los recipientes
En principio, los recipientes de presión podrían tener casi cualquier forma; sin embargo, por lo general se utilizan formas que son secciones de esferas, cilindros y conos. Un diseño muy común es un cilindro al que se le adosan extremos denominados cabezas. Las formas de las cabezas por lo general son casquetes hemiesféricos o toriesféricos. Otras formas más complicadas históricamente han sido más difíciles de analizar a los efectos de garantizar una operación segura y son por lo general más difíciles de construir.
Desde un punto de vista teórico, una esfera es la forma óptima para un recipiente de presión, ya que un recipiente con esta forma es el que para una misma presión puede ser fabricado con una pared más delgada que recipientes de volumen equivalente con otras formas. (Lo que resulta en el consiguiente ahorro de material).
Desafortunadamente, una forma esférica es difícil de fabricar, por lo que resulta más costosa (aun cuando requiera menos acero que otras formas) , por lo que la mayoría de los recipientes de presión son cilíndricos con cabezas hemiesféricas en relación 2:1 en los dos extremos. Recipientes de presión pequeños se suelen fabricar con un trozo de tubo y dos tapas. Una desventaja de estos recipientes es que los de mayores diámetros son más costosos, por lo que la forma más económica de un recipiente de presión de 1000 litros de capacidad y presión de diseño de 250 bar puede ser un diámetro de 914.4 mm y una longitud de 1701.8 mm en lo que se incluyen las dos tapas semielípticas.

## Cálculo de recipientes
Los recipientes para presión estructuralmente se comportan como membranas elásticas. Por lo que las tensiones dependen esencialmente de la forma del recipiente (radios de curvatura) y el espesor de la lámina que contiene el fluido. En términos de la presión normal a la superficie media de una membrana las tensiones según dos direcciones perpendiculares se relacionan con el espesor y los radios de curvatura como:

{\displaystyle {\frac {\sigma _{u}}{\rho _{u}}}+{\frac {\sigma _{v}}{\rho _{v}}}={\frac {p}{h}}}

Donde:
{\displaystyle u,v\,} son dos direcciones mutuamente perpendiculares sobre la superficie media de la membrana.
{\displaystyle \rho _{u},\rho _{v}\,} son los radios de curvatura de las direcciones u y v.
{\displaystyle \sigma _{u},\sigma _{v}\,} son los tensiones según de las direcciones u y v.
{\displaystyle p\,}, es la presión perpendicular a la membrana.
{\displaystyle h\,}, es el espesor de la membrana.

### Caso recipiente esférico
Para el caso de un recipiente de presión esférico, si se aplican la ecuación de la sección previa, resulta que la masa del recipiente debe ser:
{\displaystyle M={3 \over 2}PV{\rho  \over \sigma }}
Donde:
{\displaystyle M} es la masa
{\displaystyle P} es la presión diferencial respecto a la atmosférica
{\displaystyle V} es el volumen
{\displaystyle \rho } es la densidad del material del cual está construido el recipiente
{\displaystyle \sigma } es la máxima tensión admisible tolerada por el material.
Otras formas distintas de la esfera poseen constantes mayores que 3/2 (por ejemplo para el caso de cilindros infinitos la constante vale 2), aunque en el caso de algunos tanques tales como tanques no esféricos fabricados de materiales compuestos pueden resultar en constantes próximas a 3/2.

## Estándares de operación
Los recipientes de presión están diseñados para funcionar de forma segura a una presión y temperatura específicas, técnicamente denominadas «presión de diseño» y «temperatura de diseño». Un recipiente que está diseñado de manera inadecuada para manejar una alta presión constituye un peligro de seguridad muy significativo. Por eso, el diseño y la certificación de los recipientes a presión se rigen por códigos de diseño como el ASME Boiler and Pressure Vessel Code en Estados Unidos, la Directiva de Equipos a Presión de la UE (DEP), Japanese Industrial Standard (JIS), CSA B51 en Canadá, Australian Standards en Australia y otros estándares internacionales tales como Lloyd's, Germanischer Lloyd, Det Norske Veritas, Société Générale de Surveillance (SGS S.A.), Lloyd’s Register Energy Nederland (formerly known as Stoomwezen) Archivado el 16 de enero de 2018 en Wayback Machine. etc.
Se debe notar que cuando el producto de presión-volumen es parte de un estándar de seguridad, se puede excluir cualquier líquido incompresible en el recipiente, ya que no contribuye a la energía potencial almacenada en el recipiente, por lo que solo se incluye el volumen de la parte compresible, como el gas.